# بيتر غلانتز
بيتر غلانتز (بالإنجليزية: Peter Glantz)‏ هو مخرج أمريكي، ولد في 21 ديسمبر 1975 في نيويورك في الولايات المتحدة.

## وصلات خارجية
- بيتر غلانتز على موقع IMDb (الإنجليزية)